# كلية باروخ
كلية باروخ، المعروفة رسميا باسم كلية «برنارد م. باروخ»، هي كلية للتحصيل العلمي العالي، تقع في منطقة فلاترون، في منهاتن، بمدينة نيويورك. تندرج كلية باروخ ضمن نظام جامعة مدينة نيويورك، وهو ثالث أكبر نظام جامعي في الولايات المتحدة من حيث عدد الطلاب المسجلین. تتألف كلية باروخ من ثلاث مدارس: مدرسة زيكلين لإدارة الأعمال، ومدرسة ويزمان للآداب والعلوم، ومدرسة الإدارة العامة. تمنح كلية باروخ من خلال مدارسها الثلاث درجات البكالوريوس، الماجستير، والدكتوراه. تتضمن قائمة خريجي نظام جامعة مدينة نيويورك 12 فردا حازوا على جوائز نوبل، بالإضافة إلى وزير خارجية أمريكي، قاضي محكمة العدل العليا، والعديد من رؤساء البلديات وأعضاء الكونغرس والمشرعين والعلماء والفنانين. تصنف مدرسة زيكلين لإدارة الأعمال، التي هي جزء من كلية باروخ، من بين أهم مدارس إدارة الأعمال في الولايات المتحدة، وهي كلية معترف بها من قبل الجمعية العليا لكليات إدارة الأعمال.

## تاريخ الكلية
تصنف كلية باروخ كواحدة من الكليات الأساسية في نظام جامعة مدينة نيويورك. ويعود أصل هذه الكلية إلى إنشاء (الأكايمية الحرة) والتي هي أول مؤسسة حكومية للتعليم العالي تتمتع بإدارة مستقلة. بداية، تم إنشاء صندوق التعليم في ولاية نيويورك لمساعدة الطلاب الغير قادرين على تحمل تكاليف الدراسة في الكليات الخاصة. وأدى إنشاء هذا الصندوق إلى تشكيل لجنة مجلس التعليم في مدينة نيويورك، بقيادة تاونسند هاريس، ج. س. بوسورث، وجون ل. ميسون، والتي شكلت بدورها ما عرف لاحقا بالأكاديمية الحرة، وذلك على جادة ليكزينغتون في منهاتن.
تطورت الأكاديمية الحرة لتصبح كلية مدينة نيويورك (CCNY). وفي عام 1919 تأسست كلية إدارة الأعمال والإدارة المدنية في مدينة نيويورك، والتي ستعرف فيما بعد بكلية باروخ. وقد وضع حجر الأساس للبناء الجديد الذي سيضم هذه الكلية يوم 15 كانون الأول/ديسمبر 1928. واعتبرت هذه الكلية وقت افتتاحها الأكبر من نوعها في الولايات المتحدة من بين الكليات التي تدرس إدارة الأعمال والإدارات المدنية. وفي تلك الحقبة من تاريخها كانت هذه الكلية حكرا على الرجال.
فتحت الكلية باب الانضمام للنساء في ثلاثينيات العقد الماضي، وضرب عدد الطلاب المسجلين في كلية مدينة نيويورك (CCNY) رقما قياسيا قدره 000 40 طالب في عام 1935، وتخطى عدد الطلاب المسجلين في كلية إدارة الأعمال 700 1 طالب. وكان معظم الطلاب من المهاجرين الإيطاليين واليهود الذين كانوا قادرين على تحمل مصاريف الدراسة في الجامعات الخاصة. وفي عام 1958 تم إعادة تسمية كلية إدارة الأعمال لتصبح «كلية باروخ» وذلك على شرف أحد أبرز خريجيها (برنارد باروخ) الذي كان رجل دولة واقتصاد.

وبموجب القانون التعليمي لولاية نيويورك، تم إنشاء نظام جامعات مدينة نيويورك (CUNY) في عام 1961. وانضمت كلية باروخ إلى نظام الجامعات هذا في عام 1968 لتصبح أحد كلياته الرئيسية. 

نمت كلية باروخ بشكل كبير بعد انضمامها إلى نظام جامعات مدينة نيويورك (CUNY)، حتى أنه أخذ في عين الاعتبار نقل الكلية إلى منطقة هارلم في منهاتن مما كان سيسمح لها بالتوسع، لكن فيما بعد، صرف النظر عن هذه الفكرة عندما استحوذت الكلية على عقار في شرق الشارع 24 في منهاتن، حيث وسعت حرمها الجامعي. تم تعيين روبرت سي. ويفر، الوزير السابق للإسكان والتنمية الحضرية في الحكومة الفدرالية، كأول رئيس لهذه الكلية الجديدة، وذلك بين عامي 1969 و 1970. وفي عام 1971 عينت الكلية عضو الهيئة التدريسية البارز كلايد وينغفيلد كرئيس لها، وخلفه عالم الاقتصاد جويل ادوين سيغال كرئيس للكلية في عام 1977.
استقطب سيغال أسماء مرموقة لتنضم إلى الطاقم التدريسي في كلية إدارة الأعمال، كما أسس المقر الدائم للكلية في غرب جادة لكزيتغتون.

شغل ماثيو غولدستين، المستشار الحالي لنظام جامعة مدينة نيويورك، منصب رئيس الكلية بين عامي 1991 و 1998. وقد ساهم غولدستين في رفع مستوى متطلبات القبول في الكلية، كما قام بإنشاء مدرسة الإدارة العامة في عام 1994.

شغل إدوارد ريغان، المراقب العام المالي السابق لولاية نيويورك، منصب الرئيس بين عامي 2000 و 2004. وخلال فترة رئاسته، حقق الطلاب نتائج مميزة، وارتفع معدل الاستبقاء في الكلية، كما تم تعيين عدد كبير من أعضاء الهيئة التدريسية الجدد.

وفي عام 2001، افتتح رسميا الحرم الجامعي الجديد المعروف بالحرم العمودي (فيرتيكال كامبس)، واستقبلت كلية باروخ أول طلابها من الكلية الفخرية في نظام جامعات مدينة نيويورك، والتي تعرف الآن باسم كلية ماكولاي الفخرية. كما بدأت الكلية بتطبيق منهاج دراسي موحد لطلاب البكالوريوس.

تم تعيين كاثلين الدرون رئيسة للكلية في عام 2004. وخلال فترة ولايتها، واصل مستوى الطلاب المنتسبين بالتحسن، وانضم أعضاء جدد لهيئة التدريس. وتلقت كلية باروخ كمّا غير مسبوق من تبرعات الخريجين السابقين، فأعيد تسمية مبنى الفيرتكال كامبس ومبنى الشارع 23 ومبنى مجمع الفنون المسرحية تكريما لأكبر ثالث متبرعين. ومن خلال حملة «باروخ هي الأعمال» ازدادت تبرعات الخريجين السابقين لتصل 150 مليون دولار. وفي آب/أغسطس 2009، استقالت الدرون من منصبها وانضمت إلى الطاقم التدريسي في مركز الدراسات العليا التابع لنظام جامعات مدينة نيويورك. وخلفها ستان آلتمان كرئيس مؤقت، وهو العميد السابق لمدرسة الإدارة العامة في باروخ بين عامي 1999 و 2005.

وفي 22 شباط/فبراير 2010، عين الدكتور ميتشل والرستين، عميد كلية ماكسويل للإدارة العامة في جامعة سيراكروز، رئيسا لجامعة باروخ، واستلم مهامه رسميا في آب/أغسطس 2010.

ومن الأسماء الهامة في تاريخ كلية باروخ لاري زيكلين، الذي تبرع بمبلغ 18 مليون دولار لكلية زيكلين لإدارة الأعمال في عام 1997، وهو حاليا أستاذ مقيم في جامعة ستيرن لإدارة الأعمال في جامعة نيويورك، حيث يحاضر في حوكمة الشركات وإدارة العمل المالي في ستيرن. وهو أيضا زميل أقدم في كلية وارتون في جامعة بنسلفانيا.

### رؤساء كلية باروخ
|    | اسم الرئيس              | مدة الولاية         |
| -- | ----------------------- | ------------------- |
| 1  | روبرت ويفر              | 1968 - 1970         |
| 2  | كلايد وينغفيلد          | 1971 - 1976         |
| 3  | جول سيغال               | 1977 - 1990         |
| 4  | جويس براون (مؤقت)       | 1990 - 1991         |
| 5  | ماثيو غولدستين          | 1991 - 1998         |
| 6  | لويس س. كرونهولم (مؤقت) | 1998-1999           |
| 7  | سيدني ليرتزمان (مؤقت)   | 1999 - 2000         |
| 8  | إدوارد ريغان            | 2000 - 2004         |
| 9  | كاثلين والدرن           | 2004 - 2009         |
| 10 | ستان ألتمان (مؤقت)      | 2009 - 2010         |
| 11 | ميتشل والرستين          | 2011 - الوقت الحالي |

## أكاديميا
تتألف الجامعة من ثلاث مدارس أكاديمية، مدرسة زيكلين لإدارة الأعمال، ومدرسة ويزمان للآداب والعلوم، ومدرسة الإدارة العامة.

تمنح مدرسة زيكلين لإدارة الأعمال شهادة دبلوم في إدارة الأعمال (BBA) في 19 مجال مختلف من إدارة الأعمال، وتمنح أيضا ماجستير في إدارة الأعمال (MBA) في 14 اختصاص مختلف من إدارة الأعمال، وماجستير في العلوم (MS) في 8 اختصاصات مختلفة من إدارة الأعمال.

تمنح مدرسة ويزمان للآداب والعلوم شهادة دبلوم (BA) في 26 مجال مختلف من العلوم والآداب، وتمنح أيضا درجة الماجستير (MA) في مجال التواصل المؤسسي، وفي مجال الإرشاد والصحة النفسية، وشهادة الماجستير العلمية (MS) في الهندسة المالية وفي علم نفس المؤسسات الصناعية.

تمنح مدرسة الإدارة العامة شهادة دبلوم علمية (BS) في الإدارات العامة، وشهادة ماجستير في الإدارة العامة (MPA) في 5 اختصاصات مختلفة، بالإضافة إلى شهادة ماجستير علمية في مجال التعليم (MSEd) باختصاص إدارة التعليم العالي.
تعتمد الجامعة أيضا عدة برامج دكتوره (PhD) تدرّس في مركز كيوني للتعليم العالي، بما في ذلك دكتوره في إدارة الأعمال مع تخصصات في المحاسبة والتمويل وأنظمة المعلومات والتسويق والسلوك المؤسسي، بالإضافة إلى دكتوراه في علم نفس المؤسسات الصناعية. وبدأً من عام 2013، تمنح شهادة الدكتوراه في إدارة الأعمال عن طريق برنامج مشترك بين مركز كيوني للدراسات العليا وجامعة باروخ.

## مرافق الكلية

### بناء رقم 17، جادة ليكسينغتون
يعد هذا البناء من أقدم الممتلكات العقارية للجامعة، ويعرف أيضا ببناء الشارع 23 وذلك لوقوعه على تقاطع جادة ليكسينغتون مع الشارع 23 في مانهاتن. ووفقا للسيد جيم لويد، نائب الرئيس المساعد لشؤون الحرم الجامعي في كلية باروخ، فإن بناء الشارع 23 سيخضع لعملية تجديد مطوّلة مدتها عشر سنوات، تبدأ في سنة 2013، مما سيحدث فرقا كبيرا في هذا البناء ويرفعه إلى مستوى أبنية القرن الحادي والعشرين.

### بناء نيومان، الحرم العمودي
يقع الحرم العمودي بين الشارعين 24 و 25 وبين الجادتين الثالثة وجادة ليكسنغتون، ويحتل هذا المبنى معظم مساحة المربع العقاري. بدء العمل على الحرم العمودي في عام 1999، وتم افتتاحه في 27 آب/أغسطس 2001. سمّي هذا البناء تيمننا برجل الأعمال ويليم نيومان. يتألف المبنى من 17 طابقا، وهو المقر الرئيسي لكل من مدرسة زيكلين لإدارة الأعمال، ومدرسة ويزمان للآداب والعلوم.